# Otomin
Otomin (niem. Ottomin, do 1996 jako wieś Szadółki) – wieś w Polsce położona w województwie pomorskim, w powiecie gdańskim, w gminie Kolbudy nad jeziorem Otomińskim i w bezpośrednim sąsiedztwie Gdańska. Transport publiczny jest obsługiwany przez komunikację miejską Gdańska oraz Przewozy Autobusowe Gryf. Prowadzi tędy Szlak Skarszewski – zielony znakowany szlak turystyczny.
Na południe od Otomina znajduje się rezerwat przyrody Bursztynowa Góra, którym objęte jest leśne wzniesienie (156 m n.p.m.) o tej samej nazwie.
Wieś norbertanek żukowskich w województwie pomorskim w II połowie XVI wieku. Na początku XVIII wieku własność radcy Schwartzwalda, po którym odziedziczył go Karl Friedrich von Conradi.
Słownik geograficzny Królestwa Polskiego określał Otomin jako dobra rycerskie w powiecie gdańskim, 9,5 kilometra od Gdańska, położone w romantycznej okolicy nad jeziorem na wysokości 375 stóp n.p.m. Wieś należała do poczty i parafii ewangelickiej w Lublewie oraz parafii katolickiej w Żukowie. W 1868 razem z folwarkiem Rębowo Otomin liczył 52 mieszkańców (w tym 32 katolików i 20 ewangelików), 5 domów mieszkalnych oraz 204,27 ha roli ornej i ogrodowej; 10,99 ha łąk; 23,61 ha pastwisk; 160,45 ha boru; 9,45 ha nieużytków; 41,63 ha wody; razem 450,4 ha. W 1903 właścicielem Otomina była Królewska Komisja Osiedleńcza.
W 1996 przywrócono miejscowości nazwę Otomin. Do 1996 wieś nosiła nazwę Szadółki, pomimo włączenia właściwych Szadółek czyli na wschód od Obwodnicy Trójmiejskiej w 1973 w granice administracyjne Gdańska.
W latach 1975–1998 miejscowość administracyjnie należała do województwa gdańskiego.
8 grudnia 2015 w miejscowości erygowano parafię rzymskokatolicką pw. Najświętszej Maryi Panny z Lourdes. Ośrodkiem nowej parafii stał się oddany do użytku w tym samym roku kościół przy ul. Konnej. 25 listopada 2016 wyburzono zabytkowy transformator, stojący dotąd pośrodku pętli autobusowej.
W 2017 przebudowano (utwardzono) drogę do Sulmina, co pozwoliło na wydłużenie linii komunikacji miejskiej do Niestępowa w 2018.